# Tĩnh từ học
Tĩnh từ học là nghiên cứu về từ trường trong các hệ có các dòng điện ổn định (không thay đổi theo thời gian). Nó là từ tính tương tự của tĩnh điện, nơi có điện tích tĩnh.

## Ứng dụng

### Tĩnh từ học như là một trường hợp đặc biệt của các phương trình Maxwell
Bắt đầu từ phương trình Maxwell và giả định rằng các điện tích đứng yên hoặc di chuyển như là một dòng điện không đổi {\displaystyle \scriptstyle {\vec {J}}}, các phương trình sẽ phân chia thành 2 phương trình cho điện trường (xem tĩnh điện) và 2 phương trình cho từ trường. Các phương trình không phụ thuộc vào thời gian và độc lập với nhau. Các phương trình của tĩnh từ học theo vi phân và tích phân như sau:
| Tên                            | Dạng phương trình vi phân riêng phần                         | Dạng tích phân                                                                      |
| ------------------------------ | ------------------------------------------------------------ | ----------------------------------------------------------------------------------- |
| Định luật Gauss cho từ trường: | {\displaystyle {\vec {\nabla }}\cdot {\vec {B}}=0}           | {\displaystyle \oint _{S}{\vec {B}}\cdot \mathrm {d} {\vec {S}}=0}                  |
| Định luật Ampère:              | {\displaystyle {\vec {\nabla }}\times {\vec {H}}={\vec {J}}} | {\displaystyle \oint _{C}{\vec {H}}\cdot \mathrm {d} {\vec {l}}=I_{\mathrm {enc} }} |

Tích phân đầu tiên là 1 tích phân mặt {\displaystyle S} với vi phân mặt có hướng {\displaystyle \scriptstyle d{\vec {S}}}. Tích phân thứ 2 là tích phân đường trên 1 vòng kín {\displaystyle C} với vi phân đường {\displaystyle \scriptstyle {\vec {l}}}. Dòng điện xuyên qua vòng là {\displaystyle \scriptstyle I_{\text{enc}}}
Phương trình gần đúng này có thể thu được từ việc so sánh các đại lượng trong phương trình Maxwell đầy đủ và loại bỏ các đại lượng không quan trọng, chẳng hạn như khi so sánh đại lượng {\displaystyle \scriptstyle {\vec {J}}} với {\displaystyle \scriptstyle \partial {\vec {D}}/\partial t}, nếu {\displaystyle \scriptstyle {\vec {J}}} lớn hơn đáng kể, thì có thể bỏ qua đại lượng nhỏ hơn mà ít làm thay đổi kết quả.

## Phương trình từ trường